# Ренесанса
Ренесанса (rinascità на италијанском, од латинског renasci, у значењу „поново се родити, препородити се”; renaissance на француском у значењу „препород”; а по њему у српском и другим европским језицима), период у европској цивилизацији непосредно након средњег века. Обично се сматра да се заснива на порасту интересовања за класичне науке и вредности. Ренесанса је такође била сведок откривања и истраживања нових континената, замене птоломејевског коперниковским системом астрономије, распада феудалног система и пораста трговине, као и проналаска или примене потенцијално моћних иновација као што су папир, штампарство, поморски компас и барут. Међутим, за тадашње научнике и мислиоце, то је првенствено било време оживљавања класичног учења и мудрости након дугог периода културног пада и стагнације.
Ренесанса као културно-историјски појам је најпре означавао доба од 14. до 16. века као период у коме је дошло до поновног интересовања за класичну антику и процвата уметности, да би се затим овим појмом означавало културно стање прелазног доба од средњег века до новог доба, нарочито у Италији. Поред тога, овај појам се примењује и да означи средњовековне претече ренесансе – каролиншка ренесанса. Од 19. века се у историографији користи да означи епоху.
Дух ренесансе је на крају имао много облика, али се најраније изразио кроз интелектуални покрет који је добио име „хуманизам”.
Појам „ренесанса” је у узајамном односу са појмом „хуманизам”. Хуманизам се односио на научно-духовни садржај овог раздобља, а ренесанса на целокупну културу тог времена. Хуманизам су покренули секуларни књижевници, а не научници-клерици који су доминирали средњовековним интелектуалним животом и који су развили схоластичку филозофију. Хуманизам је започео и остварио плод прво у Италији. Његови претходници били су писци класичне ерудиције попут Дантеа и Петрарке, а главни протагонисти Ђаноцо Манети, Леонардо Бруни, Марсилио Фичино, Ђовани Пико дела Мирандола, Лоренцо Вала и Колучио Салутати. Пад Константинопоља 1453. и великог дела Грчке под власт Отоманског царства, дао је хуманизму велики подстицај, јер су многи византијски научници избегли у Италију, доневши са собом важне књиге и рукописе и традицију грчке научне и филозофске мисли.
Хуманизам је имао неколико значајних карактеристика. Прво, за предмет је узео људску природу у свим њеним различитим манифестацијама и достигнућима. Друго, наглашавао је јединство и компатибилност истине која се налази у свим филозофским и теолошким школама и системима, кроз доктрину познату као синкретизам. Треће, истицао је достојанство човека појединца и уместо средњовековног идеала аскетског и покајничког живота као највишег и најплеменитијег облика људске делатности, хуманисти су се усмерили на стваралачку борбу и покушаје да се овлада природом. Коначно, хуманизам се радовао поновном рођењу изгубљеног људског духа и мудрости. Међутим, у настојању да га поврате, хуманисти су помогли у консолидацији новог духовног и интелектуалног погледа и развоју новог корпуса знања. Ефекат хуманизма био је да помогне људима да се ослободе менталних ограничења које намеће религиозна ортодоксија, да инспирише слободно испитивање и критику, и да инспирише ново поверење у могућности људске мисли и стваралаштва.
Из Италије нови хуманистички дух и ренесанса коју је изазвао проширили су се на север у све делове Европе, потпомогнути проналаском штампарства, што је омогућило експлозивно ширење писмености и класичних текстова. Најважнији међу северним хуманистима био је Дезидерије Еразмо, чије је дело Похвала лудости (1509) исказало моралну суштину хуманизма у његовом инсистирању на искреној доброти насупрот формалној побожности. Интелектуална стимулација коју су пружили хуманисти помогла је да се покрене реформација, од које су, међутим, многи хуманисти укључујући Еразма, устукнули. До краја 16. века битка реформације и противреформације заокупила је велики део енергије и пажње Европе, док је интелектуални живот полако пристизао границама просветитељства.
Занимањем за природу човека, ренесанса поново оживљава антику, у којој је у средишту пажње такође био човек. После хуманизма, који је оживео античку књижевност, почетком 15. века долази до обнове те традиције и у ликовној уметности. Ренесанса се најснажније развијала у Италији, а затим и у Немачкој и Холандији. Основни парадокс доба ренесансе је што је жеља за враћањем класичним вредностима, заснована на одбацивању средњег века, донела новој ери не препород антике већ рађање модерног човека.

## Појам
Појам „ренесанса” (препород), први пут је 1550. године употребио италијански уметник и историчар уметности Ђорђо Вазари за уметност која је настала у 13. веку. Његова каснија употреба долази из француског језика где га је употребио француски историчар Жил Мишле, а прешао је у широку употребу у 19. векy захваљујући швајцарском историчару уметности Јакобу Буркхарту.
У скорије време постоје одређене сумње у исправност појма „ренесанса” примењеног на ликовне уметности у моменту рађања модерне Европе. Буквална примена ове речи, а која је у својим коренима требало да изрази повратак античке уметности након векова у забораву и конструисање нових уметничких форми на основу ње, постала је сумњива након открића која показују линије континуитета између уметности античких цивилизација и оних из периода средњег века. Међутим, не може се игнорисати гомила писаних доказа епохе о уметничким делима, који без сумње показују бригу периода око постизања склада у својим постигнућима. Ти писани докази немају преседан у ранијим раздобљима. Писци ренесансе су били убеђени да могу идентификовати одређени прогрес у уметности који је правио значајну разлику између своје епохе и оних које су им претходиле. Такав осећај, или боље задатак, односно постојање одређених циљева за које се требало борити и изборити, чине да се још једном вратимо самим уметничким делима у потрази за одређеном потврдом тог самопоуздања које је видљиво у коментарима првих критичара и поштовалаца ренесансних дела који су о њима говорили и писали.
Анализом ствари више је него очигледно да су визуелне уметности ренесансе постале водич једног новог израза одређених идеала који се тичу човека и друштва, а у исто време представљају једну нову визију веровања хришћанске вере, преко једног заједничког вокабулара људског искуства који деле тадашњи посматрачи уметничких дела. Уметност ренесансе је савршен пример како тражење идеализоване форме уједно може бити и један духовни изазов који посматрачу доноси једно осећање божанске савршености преко савршено идеализоване људске фигуре, или у архитектури пропорција једне грађевине. Прелиминарни и најважнији период овог искуства био је период уметниковог поновног испитивања природе, коме су сада предочени нови захтеви који се тичу техничког умећа и естетског суда. Литература која је о уметности писана у периоду између 14. века и 16. века, такође показује да је поглед на уметнике као друштвена и креативна бића доживео значајне промене као последица њиховог успеха, тако да је пред сами крај ренесансе лични стил једног уметника био исто онолико битан као и његово техничко умеће, или способност да изврши једну наруџбу, како би постао признат у јавности као мајстор. Могуће је да се више не верује у анонимност средњовековног уметника, али фрагментирани докази који о њему постоје, нуде једну недовршену слику у поређењу са славом уметника ренесансе и местом које заузима у литерарним традицијама уметничке критике периода.
Узрок конфузије и дискредитовања појма „ренесанса”, у многим ситуацијама треба тражити у његовим злоупотребама, често рађеним у ширем европском контексту. Изван Италије, примењивао се не само на период у ком се, на један селективан начин, усађују површински квалитети италијанске ренесансе, нарочито орнаменти у уметничким стиловима других региона, већ такође и на раније периоде у којим се, како у Италији тако и у другим регионима Европе, раде друкчије ствари. На пример. Није могуће нити треба увек тражити паралелизме кроз Европу 15. века у нечему што можемо идентификовати као један заједнички „стил”, него треба тражити један заједнички приступ усмерен ка ширењу могућности уметничког израза уопште. У 15. веку како у Италији тако и у Фландрији, уметници су пажљиво посматрали свет који их окружује стварајући нове технике како би приказали своја открића. Успостављање форме медаље као подлоге за портрете и алегорије, захваљујући Италијану Антонију Пизанелу, припада истој епохи у којој Ван Ајк, на северу Европе, примењује своју технику сликарства у уљу, која је највероватније била најсавршенија тада позната техника у Европи, представљајући са највећом могућом прецизношћу своје опсервације света који га је окруживао.
За време дужег периода, који се креће од почетка 14. па до почетка 16. века, постоје два стила међународног карактера: један који зовемо међународна готика, и други који означава процват једне нове културе у Италији, која ће се проширити на остале делове Европе након 1500. године. Први је у вези са процватом једног заједничког стила који се базирао на идеји Европе као једне јединствене хришћанске империје, чији су се заједнички циљеви изразили кроз наизменичне позиве на крсташке ратове за ослобађање земаља источног Средоземља, колевке хришћанства, од окупације „неверника”. Други је у вези са једном Европом коју чине агресивне националне државе, чији је имагинарни хоризонт превазилазио границе Европе, обухватајући трговину и нове колоније на тек откривеним прекоморским територијама. Оба стила су се развила на основама једне заједничке културе, а ширили су се путем дворских метода и протокола, разменом уметничких дела — и, зашто не рећи, разменом самих уметника као дипломатских поклона међу владарима. Почетком 16. века та ситуација се управо мењала, како би се усвојио један нови облик протока уметничких дела, условљен доласком реформације.
Ако се сматрало, у једном општем смислу, да је Италија главна позорница ренесансе, то је зато што се управо ту налази највећа концентрација уметничких дела и писаних доказа о њима; у целини један кумулус врло кохерентних достигнућа. Недостатак писаних коментара са севера Европе 15. века и уништавање већег дела уметничког наслеђа рођеног на северу, кроз вишевековне верске сукобе, чине да линије његове еволуције буду далеко мање очигледне. Моћни градови-државе позног средњег века били су покровитељи уметника како би се подстицала производња предмета који су, у ширем смислу и поред своје уметничке вредности, послужили и као пропагандни материјал у корист владара, различитих видова власти и њихових локалних корпорација. Црква је такође тражила уметничко улепшавање својих грађевина у свакој локалној заједници, како би повисила властити престиж пред својим суседима. Тако се родио један уметнички дух који се базирао на супарништву међу градовима-државама, али и међу покровитељима и корпорацијама који су у њима постојали. Тиме се охрабривала размена знања и умећа када год би то прилике тражиле.

## Настанак и прилике
Настанак ренесансе се обично ставља у простор северне Италије на крају 13. века. Од 12. века многи градови северне Италије су осетили економски напредак као последица прекоморске трговине. Тадашњи највећи трговачки центри су били Ђенова, Венеција и Фиренца. Због ратова између немачких царева и папа у Италији, током средњег века није постојала централна држава која би одузела политички и привредни приоритет градовима-државама.
Ови услови, привредни напредак и релативна политичка слобода, утицали су на настанак ренесансног човека. Упоредо с постојањем културних центара и центара моћи подстицај развоја у уметности је учинио да су се владари и моћни људи могли представити у најбољем светлу својим супарницима.
У 15. веку, посебно у Италији, појавио се препород, или макар једно прогресивно, често контрадикторно и на крају тријумфално оживљавање класичног супстрата, чије су етичке и естетске вредности наново искоришћене у оквиру хришћанског искуства подложном изазовима свога доба. У Италији, где је готски стил једва продро, сећање на римску величину није било тако удаљено. Небројени споменици су сведочили о томе – упркос распадању услед деловања природних сила – присутни чак и пре таласа велике археолошке активности доба ренесансе. Грчка филозофска мисао је веома поштована а њено ширење је убрзао долазак грчких академика који су из Цариграда пребегли на Запад. Филозофски покрет у ком су Аристотелова и Платонова традиција супротстављене једна другој, пратио је један велики талас академске и научне активности током ког су откривени и пажљиво уређивани бројни антички рукописи, ископавани остаци римске културе и прикупљане старине. Појава штампарије и штампане књиге је омогућила ширење класичне културе, а библиотеке – као она у Ватикану – осигурале су њихово очување за нове генерације.
Нови хуманизам који је величао човека величајући хришћанског Бога и који је паганске уметничке форме ставио у ту службу, а генијалност изузетних појединаца у службу човечанства, изразио се кроз два основна аспекта у свету уметности: први је интелектуални, чија је основа култ лепоте коју би се преко платонизма могло интегрисати у хришћанство без икакве опасности од јереси; други је естетски који се састоји од постепеног одустајања од византијских схватања уметничке форме и хришћанских идеала, у корист моделовања реализма једног антропоморфног идеала који је имао свој модел у старогрчким статуама. Тако се историју ренесансе може посматрати као постепено, и не без потешкоћа, напредовање у освајању овог реализма, затим његову доминацију – где је уметничко и формално савршенство једна врста материјала који је одраз ових идеолошких концепата; и на крају кроз њихово посрнуће, односно моменат када ови концепти почињу да доминирају само схватање стварности.
Ренесанса је стога прво афирмисање а затим тријумф новог поретка који има свој узор у класичној традицији Антике. Хуманизам је ослободио индивидуалност креативних уметника и мислиоца, али је такође своју основу имао у потпуно интелектуалном идеалу савршенства који је идентификован с хришћанским Богом једном веома домишљатом синтезом. Као такав, он је задовољавао аристократску и образовану публику, али је имао врло слаб апел на појединце из нижих друштвених слојева, а понекад су се и међу самим уметницима јављале потешкоће у прилагођавању новим идејама. Ово је посебно уочљиво у независним центрима, где богате уметничке традиције нису олако мењане новим идеалима. У Италији, градови Венеција и Парма су били међу најважнијим таквим центрима, где је интелектуализам фирентинских и римских хуманиста водио неуспешну борбу против поетског духа који је био осетљив на стварност и склонији сањарењу него простом задовољењу интелекта. Изван Италије, дух ренесансе се сусретао с различитим степеном прихватања зависно од тога колико је могао да продре у националне традиције. На пример, Француска па чак и Холандија су му биле наклоњеније него Немачка и Иберијско полуострво Шпаније и Португалије.
Узимано је неколико различитих полазних тачака за настанак ренесансе. Једна традиција ставља њен почетак на крај 13. и на почетак 14. века у дело сликара Ђота. Према овом аргументу, Ђото је уметник којим почиње ренесанса уводећи формалистичку и духовну флексибилност коју је касније други зачетник, Мазачо само продубио. Теорија има своју атрактивност али не и потпору у чињеницама. Наиме, револуционарну уметност Ђота и Мазача раздваја талас стила међународне готике који преферира арабеску минијатурног сликарства уместо израза тродимензионалног простора и реалистичног моделирања форме. Тек век након Ђота, сликари се поново баве више формом него линијом и естетика монументалности наново има примат над минијатуром. Тако је исправније рећи да ренесанса почиње кватрочентом, што је и повезано са одређеним историјским околностима: тренутна равнотежа међу силама које су владале Италијом, јачање папске власти која је са собом донела обнову старе славе Рима и његове духовне величине, и на крају, развој хуманистичких идеја. Коначно, два феномена су заслужни за процват оригиналних дела посебно у сликарству: први се тиче независности уметничких центара, а други ослобађања личности појединаца с амбицијом да се афирмишу и буду прихваћени као индивидуалне личности с властитим карактером чак и у случају групних радова. Ова општа повезаност у развоју уметности и симултана тежња ка различитости индивидуалних ствараоца, упоредо се јавља у архитектури, вајарству и сликарству. Фиренца, на челу са архитектом Брунелескијем, вајарем Донателом и сликарем Мазачом, започиње покрет.

## Професионална удружења и друштвени статус уметника
У ренесанси се мења друштвени статус уметника. У средњем веку не познајемо уметника као индивидуалца. Они су тада сматрани обичним занатлијама, а своја дела нису потписивали. У доба ренесансе уметници већ нису анонимни а неки поседују и високи друштвени статус. Ђентиле Белини добио је кнежевску титулу од Фридриха III, а Тицијан је од Карла V добио титулу витеза. Неким уметницима је пошло за руком да се обогате, али ипак се држало да су уметници припадници нижег сталежа, јер је њихова активност захтевала употребу ручног рада. Неки од најзначајнијих уметника доба су: Донатело, Леонардо да Винчи, Микеланђело Буонароти, Рафаело Санти, и други.
Типични град-држава централне и северне Италије с краја средњег века је био под управом најбогатијег слоја становништва који се организовао у удружења или савезе — независне заједнице трговаца, банкара и занатлија произвођача — који су доминирали свим деловима економског и политичког живота. Фирентинску републику су основали трговци те је сва власт била у њиховим рукама. Та удружења, међутим, су морала да прихвате превласт Parte Guelfa (чланова политичке фракције или партије који су подржавали папу и Свето римско царство у градовима-државама централне и северне Италије), једине политичке јединице која је била дозвољена у време те прото-демократије. Мада за модерне стандарде овакав систем може изгледати исувише ограничен, ради се о великом напретку с којим се не би могло упоредити ништа у западној Европи још од времена Перикла и античке Атине. У Фиренци, њихов положај у друштву је изражен местом које заузимају фигуре светаца заштитника у нишама Орсанмикела, цивилне грађевине у којој су се чувале залихе хране Републике будући да су епидемије глади биле стална претња.
Седам најважнијих удружења, названих Арти, су била: Arte di Calimala, удружење прерађивача увезене вунене тканине и одеће; Arte della Lana, удружење трговаца и прерађивача вуне; Arte dei Giudici e Notai, за судије и нотаре; Arte del Cambio, за банкаре и мењаче новца; Arte della Seta, за ткаче и прерађиваче свиле; Arte de Medici e Speziali, за докторе и фармацеуте; и Arte dei Vaiai e Pellicciai, за прерађиваче и произвођаче коже. Сликари су примљени у удружење доктора и фармацеута 1314. године, највероватније пошто су припремали своје боје сличним поступцима којим су фармацеути припремали лекове, односно мешањем различитих супстанци и материјала. 1340-их, сликари су класификовани заједно с докторима, вероватно јер су и једни и други били под заштитом Св. Луке, који је по хришћанској легенди био и уметник и доктор, да би 1378. године, сликари коначно постали независан огранак у саставу удружења доктора и фармацеута.
Један број средњих и мањих удружења је стално премештан из једног у друго. Међу њима, Arte di Pietra e Lengame, занатлије које су обрађивале камен и дрво (каменоресци и столари), никада нису достигле статус поменутих већих удружења. На најнижој скали друштвене структуре и изван сваког удружења, налазили су се „чистачи вуне”, од чијег добро урађеног посла је зависио највећи део богатства града Фиренце. У одређеном смислу, њихов положај је био сличан положају робова у античкој Атини, и мада су Ciompi (Чомпи), како су називани, могли да напусте свој посао, њихове активности су биле строго регулисане законом. Ови радници су врло често подизали штрајкове, а 1378. године, и након једног од њих, основали су своје властито удружење, које је, међутим, било кратког даха. Олигархија тадашње Фиренце је врло брзо силом разорила побуњенике и њихово удружење, извршивши неколико појединачних егзекуција водећих штрајкача, чиме је поново успоставила економску и политичку контролу у Републици.
Удружења којима су припадали уметници су припадала такозваним уметностима рукотворина или механичким уметностима, не тако строго дефинисаним као што је био случај са либералним уметностима (граматиком, реториком, аритметиком, геометријом, астрономијом и музиком), јединим прихватљивим активностима за једног каваљера у средњовековним феудалним друштвима. У италијанским градовима-државама припадност удружењима уметничких рукотворина је представљало позитивну предност за сликаре, вајаре и архитекте, омогућавајући им већу независност у раду.
Касније, сликарство и вајарство су укључене у либералне уметности. Крајем четрнаестог века, фирентински писац Филипо Вилани (Filippo Villani), упоредио је сликаре свога доба с онима који су практиковали либералне уметности. Хуманиста из Падове, Пјер Паоло Верђерио (Pier Paolo Vergerio) је 1404. године тврдио, али погрешно, да је сликарство било једна од четири либералне уметности у античкој Грчкој. На крају петнаестог века, Леонардо да Винчи је елоквентно писао о важности либералних уметности за сваког уметника. Улог је овде био економски и друштвени статус. Чињенице сугеришу да уметници петнаестог века генерално нису били добро плаћени, мада је било изузетака, случај Микеланђела, Тицијана, Рафаела и других уметника који су стекли међународну славу, поштовање и богатство. Уметници који су успевали да се запосле на двору неког принца, као Андреа Мантења и Леонардо да Винчи у петнаестом, и Ђорђо Вазари и Бенвенуто Челини у шеснаестом веку, имали су редовне новчане приходе, што им је омогућавало да стварају са више слободе и преносе свој стил на друге. На крају шеснаестог вијека, академије под патронатством принчева су почеле да замењују ова средњовековна уметничка удружења.

### Уметничке радионице
Уметници ренесансе су готово увек радили по наруџби. Сликару из тринаестог или четрнаестог века не би пало на памет да слика из било ког другог разлога осим да задовољи свог покровитеља, и онај који је био добар менаџер и савесно испуњавао рокове, имао би редовне наруџбе. Они који нису били добри у послу менаџера, често су каснили са испоруком завршених радова. Уметници ренесансе нису радили у „атељеима” које повезујемо са каснијим столећима.
Италијанска реч, „студио” (итал. studio), или касније у српском из француског „атеље” (фр. atelier), тек је почела да се користи у седамнаестом веку, када су уметници постајали чланови академија. Крајем средњег века и током већег дела периода ренесансе, уметник је радио у „ботеги” (итал. bottega; занатској радионици или продавници) – што је такође обухватало ученике и плаћене помоћнике који би радили под надзором главног мајстора. Ученици који су приступали овим радионицама, могли су бити тек седам или осам година старости, а њихову обуку су плаћале њихове породице.
До краја шеснаестог века жене су биле искључене из овог система обуке, понајвише јер им је било забрањено да се придружују одговарајућим професионалним удружењима (арти). У ботеге се улазило као и у данашње продавнице, са улице, а уметника у послу су могли видети улични пролазници. Своја завршена дела уметници су излагали било на излогу, или у унутрашњости радионице. Мазачо, Лоренцо Гиберти, Андреа дел Кастањо, Антонио дел Полајуоло и други, ноги од којих су имали и златарски занат, прихватали би наруџбе и за израду накита, осликане дрвене тацне (обично поклањане тек посталим мајкама), осликане штитове за турнире, заставице за верске прославе, или за дизајн веза за различите типове одеће. Уметници ренесансе су такође пројектовали и тријумфалне капије, али и дизајнирали костиме за грађанске, верске и приватне фестивале и прославе. Врло мало рада ове примењене уметности је преживело до данас, а његов губитак оставља велику празнину у истраживању и разумевању италијанске ренесансне уметности.
У шеснаестом веку значај ових радионица је нагло опао, понајвише због истицања креативног генија уметника појединца. Већ средином шеснаестог века појављује се ново, академско и помало елитистичко схватање уметника, слично како је у старости изјавио Микеланђело, рекавши да, „никада није био ни сликар ни вајар сличан онима који држе ботеге (радионице)”.

## Уметнички проблеми ренесансе
Успон нове уметности вајарства и нове уметности сликарства, обе читав један свет удаљене од оних у средњем веку, био је последица суштинске промене у методама уметничког представљања. У вајарству, дошло је до до промене у концепцији статуе као блока и промена у разумевању рељефа. У самостојећој статуи изнова је откривен осећај дубине, а рељеф је подвргнут сликарским принципима. У сликарству, нова научна открића су брзо прилагођена уметничким циљевима: проналазак линеарне перспективе донео је нову врсту сликовне композиције, а нова снага боје умногоме је дуговала правилима ваздушне перспективе. Ручне технике коришћене у стварању уметничких дела биле су тако радикално измењене у првој генерацији ране ренесансе да су радни поступци у уметничким радионицама одбацили сва стара средњовековна ограничења. Оно што је произашло из ових трансформација била је нова уметност ренесансе.

### Порекло линеарне перспективе
У Лувру се налази једна хоризонтално издужена слика са бистама пет портретираних личности. Вазари је ову слику приписао Учелу и идентификовао портретиране као осниваче нове уметности. Касније су прецизније описани као они који су открили перспективу. На слици су, с лева на десно: Ђото, укључен као оснивач ове модерне уметности; Учело, као виртуоз у перспективи и сликарству животиња; Донатело, као експонент модерног вајарства; математичар Антони Манети ког је Учело често консултовао о учењима Еуклида; и Брунелески, као мајстор модерне архитектуре. Дело је толико дотрајало да се не зна да ли је у питању доста пресликавани панел ране ренесансе или копија из 16. века. У сваком случају ово је извесно: настало је у кругу коме су ти људи припадали, а требало је да укључи и Мазача. У годинама између 1410 и 1415, ова група уметника је измислила перспективу централне тачке недогледа, прво као научни феномен, а скоро одмах затим као научну помоћ визуелној уметности. Непосредни резултат је био револуционаран. Средњовековно уметничко дело је постојало сасвим независно од посматрача у смислу угла места гледања. Сада је, међутим, увођењем перспективе, слика постала зависна од угла и места оног ко је посматра: приказани простор и кретање фигура били су организовани у односу на посматрачеву тачку гледања. Као да је уметник отворио прозор и дозволио да се директно прегледа сваки детаљ његове слике. Као последица, а у поређењу са средњовековним сликарством, свака слика настала од петнаестог века, попримила је одређени карактер произвољности или случајности у смислу приказаног тренутка у простору и времену.

## Типичне одлике
Сликари препорода решавају све више проблеме дубине простора, и осећа се систематски пут који све више води ка тражењу треће димензије у простору. Још увек преовлађује слика у темпери. То је сликарство још увек религиозне садржине. Касније 30—40-их година 15. века појављује се техника сликања уљаним бојама коју је један млади сликар из Италије пренео из Холандије где је она била позната. У првом периоду тежи се ка волумену који је био постављен моделовањем и сенчењем да би се добио утисак простора. Касније сликар оставља моделовање да би се прешло на пиктурално решавање волумена. Слике имају монументални карактер. Касније ће се развијати сликарство и у мањим димензијама али са разрађеним финим тоновима. Светитељи и Божанства се крећу у савременим просторима, а касније се губи и ореол и стиче се утисак да су то живи људи. Видимо да сликари сликају и познате личности, а неретко међу њих стављају и свој портрет, то је освртање на себе самога и свест о сопственој вредности. Неки сликари су се временом потпуно еманциповали од религиозне тематике.
На сликама влада мир и статика, простор је слободан. Нема јаког контраста боја, осветљење је једнако.
У појединим врстама уметности настајали су нови елементи, али су неке одлике биле типичне за уметност коју је стварао ренесансни човек. То су:
- индивидуализам - човек постаје свестрана и развијена личност
- хуманизам
- ренесанса се окреће унатраг
- научна основа уметности - многи уметници су се бавили анатомијом, оптиком, технологијом, које су употребљавали у свом стваралаштву (типични пример је перспектива у сликарству и одливање кипова у бронзи)
- реализам - иако су ренесансни уметници прокламовали враћање ка природи, њихов реализам се тицао употребљених тема и јављају се нпр. новела или комедија
- индивидуалност - настају аутобиографије и аутопортрети сликара и сликари потписују своја дела
- национализација уметности
- сакупљаштво
- меценаштво

## Ренесанса у Италији
У 14. веку, Италија није постојала као уједињена држава. На југу се налазило краљевство Напуља, док су Папске државе око Рима биле номинално под папском влашћу, мада је папински двор био измештен у Авињон у Француској, 1309. године. У централној и северној Италији, трговина је обогатила и ојачала Фиренцу, Сијену, Венецију и Милано, који су се претворили у самосталне градове-државе. У овој политичкој клими поносних градова-држава које су се надметале у снази и престижу, рођена је италијанска ренесанса.
Развојем банкарства, текстилне производње и трговине, Италија је постала урбанизованија од остатка Европе, а уметницима су пристизале наруџбе за украшавање црквених и јавних грађевина. Једна од тих секуларних наруџби је Амброђо Лоренцетијева (Ambrogio Lorenzetti) Алегорија добре и лоше власти, циклус фрески за градску палату Сијене. Међутим, највећи број слика наручених у раној ренесанси су вјерске хришћанске теме.
Покретачка снага ренесансе је у оживљеном интересовању за књижевност и уметности старог Рима. Италијански класична прошлост је била видљива у рушевинама и античким споменицима. Повратак класици је имао велики утицај на сликовни натурализам. Занимање за класичну прошлост је такође у вези са успоном хуманизма, филозофијом која је наглашавала достигнућа човека појединца у овоземаљском животу, а не у небеском, и представља значајан корак унапред од духа средњовековног хришћанства.
Још једна битна промена у верском сензибилитету 13. века, долази од учења Фрање Асишког и његових следбеника, чије су проповеди наглашавале чин Христовог страдања и његову човечност. Склоп класичног препорода и овај нови стил хришћанства обезбедио је темеље за нову врсту уметности – која не само да је изгледала реалистичније, већ је инспирисала симпатије према Христовим стварним, човечним квалитетима, уместо стварања осећаја страхопоштовања и мистерије.

### Рана ренесанса у Италији
Рана Ренесанса (итал. quattrocento) је прво уметничко раздобље ренесансе које траје кроз цео 15. век.
Италија је одиграла водећу улогу у развијању ренесансе, и то првенствено град Фиренца, а затим и Падова, Рим, Венеција ... све до почетка 16. века. кад се наставља развој у целој Европи. Друштвено уређење је сличило оном у античкој Грчкој, било је пуно градова-држава које су се утркивале и ратовале једна против друге. Ти градови-државе развијали су мануфактурну производњу, трговину, географска открића, штампу (Јохан Гутенберг, 1440) и науку. Трговина са удаљеним крајевима руши старе страхове од простора и природе којим се сад приступа на научни начин (мање кроз теолошке догме). Тако се развијају: математика, медицина ...; отварају се први универзитети (Падова, и др.).
Уметници по први пут бивају цењени и признати као ствараоци. Ренесансни човек признавао је да је раздобље класике неповратно и мртво, а циљ му је био достизати га и претицати. У жељи да се потпуно одбаци средњи век и препороди антика, у Европи је почело стварање модерног човека.
Представници ране ренесансе у Италији су: Мазачо, Донатело, Филипо Брунелески итд.

### Висока ренесанса у Италији
Висока ренесанса (или развијена ренесанса, итал. cinquecento) је касна фаза ренесансе која се одвија до прве половине 16. века.
Током 16. века ренесанса у Фиренци наставља продукцију великих уметника; центар италијанске уметности је постао Рим, где су амбициозне папе Лав X и Папа Јулије II славили град славећи себе.
У време кад се изразито поштовао субјективизам и индивидуализам свакога уметника, толико да се стварао култ генија, уметници су желели да се изражавају посебно и да притом остављају посебан утисак на посматрача дела. То је време када је владала идеја генијалног уметника, појединца надахнутог од Бога, који је био успешан у различитим врстама уметности – универзални човек (итал. hommo universalis). Високу ренесансу персонификују, по многима, три највећа уметника свих времена: Леонардо да Винчи, Микеланђело Буонароти и Рафаел.

## Рано холандско сликарство
Касна готика или Нордијска  ренесанса, како је некад зову, је уметност која се развијала на северу Европе у 15. веку.
Рано холандско сликарство обједињује карактеристике касне готике са новим ренесансним тенденцијама. Ова сликарска школа се јавља у Фландрији. У то доба у Италији ренесанса узима маха, а уметност се буди и враћа човеку. Рано холандско сликарство има своје оригиналне карактеристике као што су реализам, сложени симболизам тема, појава нових жанрова и употреба уљаних боја. Није случајно да се ова уметничка револуција одиграла баш у Холандији, где се развила трговина, настало благостање и богатство, а грађани настојали да продубе и обогате своје погледе на свет. Најзначајнији сликар ове епохе био је Јан ван Ајк. Холандски и италијански сликари су касније утицали једни на друге.

## Ренесанса на северу
Ренесанса на Северу означава уметност високе ренесансе западне Европе у 16. веку. Назив „Северна” је настао да истакне разлику од изворне, италијанске ренесансе, која се поистовјећује с југом Европе.
Висока ренесанса се шири из Рима у целу Европе. Међу апсолутистичким монархијама главних европских држава у свом богатству, раскоши, феудалних поседа, туђих кметова и опљачканих вредности, предњаче краљеви француских династија. Захваљујући бројним краљевским браковима, француски краљеви полажу право на друге земље, па ратују са свима (Низоземском, Шпанијом, Енглеском, Напуљем ...). Преко ратова у Италији упознају се с ренесансом и прихватају је јер им омогућава градњу палата, двораца, галерија, музеја, тргова каквих није било у готичкој уметности севера. Ускоро ти утицаји допиру до Немачке, Енглеске, а касније у доба барока и до царске Русије. Чак је Леонардо сликао на двору Луја XII.

## Венецијанска ренесанса
Венецијанска уметност има специфичан вид уметности која се овде развијала од доба романике и готика се овде никада није разбуктала. Овде је било и утицаја грчког стварања и Византије, чији се утицај осећа у цркви Св. Марка, али је сву своју енергију ова школа усмерила на развој сликарства.
Венеција није претплата оне утицаје хуманизма којих је било у Фиренци, Тицијан није био у оном сложеном смислу хуманиста. Његов је поступак интуитивне природе. Он слика без жеље да у сликарству направи револуцију. Спонтаност јесте карактеристика венецијанског сликарства. Сликање уљем је из Низоземске пренето по Вазарију, а у време када је Јан ван Ајк био прогнан и најпре продире у Венецију преко Анатола да Месине, младог сликара. У венецијанској уметности светлост и боја има велики значај и волумени се дефинишу помоћу светлости. Понајпре Ђорђоне, који је био Тицијанов учитељ, усвојио је дефинисање волумена помоћу светлости и оно што је назвао „луминизам” својствено је за његов сликарски приступ. На овај начин иницира оно што ће се у великој мери у импресионизму појавити на један ипак сасвим другачији начин. Тицијан је усвојио технику свога учитеља притом смањујући технику поетичног, коју је његов учитељ уносио као карактеристику у своме делу.
У 15. веку јачају градови као Рим, а поготово Венеција која је трговином, ратовима, али и демократским изборима међу властелом, те захваљујући превласти на Средоземљу, постала најјача сила у Европи. 1500. године, на врхунцу моћи Венеције, нико није слутио да је то и почетак њеног краја јер се трговина већ пребацивала на релацију Европа-Америка (Кристифор Колумбо је открио Америку 1492. године).
Велика карактеристика венецијанске ренесансе је боја, наиме осветљење које је пресудно и препознатљиво у овом стилу. За разлику од „интелектуалног” сликарства Фиренце и Рима, у Венецији је настала уметност у којој је боја важнија од линије. Венецијанско сликарство: Доменико Венецијано, Ђовани Белини, Тицијан итд.

## Ширење ренесансе
У Француску је ренесанса доспела посредством француско-италијанских ратова на почетку 16. века. У појединим земљама које захвата, ренесанса се прилагођава месним приликама, што се види на сликама средњоевропских ренесансних сликара Албрехта Дирера и Хијеронимус Боша.

## Цртеж у ренесанси
У време ренесансе, уметничка дела су ретко настајала без припремне скице или студије. Пре 16. века, те студије су се обично изводиле на пергаменту или вители (прерађеној животињској кожи), која се могла очистити или опрати и тако поново искористити за нови цртеж. Мали број цртежа који су преостали из периода пре 1430. године, изгледа да су биле странице такозваних „књига узорака”, збирки цртежа који су могли бити од користи за стварање нових дела. Ти цртежи су чувани зато што су могли бити корисни у радионици, а не због тога што су сматрани посебним уметничким делима. Примери коју се преостали до данас укључују копије других уметничких дела, узорке за стандардне композиције и цртеже животиња, птица, људских фигура и портрета различитих типова и карактера.
Ченино Ченини, уметник који је око 1400. године написао трактат Ill libro dell’arte (Књига о умјетности), је сматрао цртеж основом свих уметности. Посветио је двадесет и осам поглавља свог трактата цртежу, саветујући сликара да свакодневно црта на папиру, пергаменту или дрвеној плочи (припремљеној коштаним прахом и арапском гумом), угљеном, кредом, пером или четкицом и мастилом, и то на основу природе, слика других мајстора или из властите маште. Једну генерацију касније и пишући у Фиренци, архитекта и теоретичар Леон Батиста Алберти је говорио о „концептима” и „узорима” (без сумње о „првобитним скицама” и „детаљним цртежима”) који служе као уобичајена припрема за слику и причу (сторије; исцениране композиције фигура). Средином 16. века, Ђорђо Вазари је описао скице као „први скуп цртежа где се истражују одговарајуће позе и развијају прве идеје”, а које уметник изводи веома брзо и на основу којих касније настају коначни цртежи композиције за слику или скулптуру.
Важност припремних скица је могла значајно зависити од радионице до радионице, али чињенице сугеришу да је сликар четрнаестог века, стандардне теме (Богородице, свеце и распећа) цртао директно на подлогу дела које ће насликати. Наравно, ти цртежи (или синопије) би се изгубили након што би сликар довршио слику, али данашња технолошка достигнућа понекад омогућавају да их се види у лабораторијама конзервације и рестаурације. Сликар би такође могао скицирати сложене композиције фигура на малој скали, папиру и пергаменту, и држати их поред дела које управо ствара како би му послужиле као водич у првим покушајима. Завршетак рада на слици, прашина, мрље боје и њихово премештање у радионици с једног места на друго, могли су на крају навести уметника да одлучи да такве цртеже не вреди даље чувати.

## Сликарство
За разлику од архитектуре или скулптуре, није се могло инспирисати античким сликарством јер се из античког сликарства ништа није сачувало и због тога се инспирише античким рељефима. У 16. веку у Риму су биле објављене фреске у Нероновој златној палати или Титовим термама.
Сликари ренесансе решавају све више проблеме дубине простора и осећа се систематски пут који све више води ка тражењу треће димензије у простору. Још увек преовлађује слика у темпери. То је сликарство још увек религиозне садржине. Касније 30—40-их година 15. века појављује се техника сликања уљаним бојама коју је један млади сликар из Италије пренео из Холандије где је она била позната. У првом периоду тежи се ка волумену који је био постављен моделовањем и сенчењем да би се добио утисак простора. Касније сликар оставља моделовање да би се прешло на пиктурално решавање волумена. Слике имају монументални карактер. Касније ће се развијати сликарство и у мањим димензијама али са разрађеним финим тоновима. Светитељи и Божанства се крећу у савременим просторима, а касније се губи и ореол и стиче се утисак да су то живи људи. Видимо да сликари сликају и познате личности, а неретко међу њих стављају и свој портрет, то је освртање на себе самога и свест о сопственој вредности. Неки сликари су се временом потпуно еманциповали од религиозне тематике.

### Тематика
У значајној мери је религиозног карактера. Била је прилика да се покуша уврштавање неких сцена из свакодневног живота у религиозне теме и тако је „Мадона са Исусом“ била представљана као материнска љубав, а представљана су и нага тела када је требало сликати Адама и Еву. Новост је објављивање неких нових жанрова као што су портрет, пејзаж и мртва природа.

### Техника
У сликарству се употребљавала перспектива - сликари су научили да представљају простор и његову дубину. Неки уметници су радили и са бојом и представљали сенке, као нпр. Леонардо да Винчи. Овај уметник је и различито третирао цртеж који у ренесансној уметности служи за побољшавање слике и студирао је покрет, анатомију и црте лица које изражавају емоције.

## Технике сликарства у ренесанси
Између 1200. и 1600, сликарство је настајало употребом различитих материјала. У тринаестом веку, технике које се највише користе су темпера и фреско, али крајем петнаестог века, уљана техника је постајала све популарнија. До краја шеснаестог века у Венецији је развијена техника уља на платну, која је у седамнаестом веку постала најпопуларнија техника у Европи. Уљане боје су биле флексибилније, и опуштени, сугестивни потези четкице у сликама које је радио стари Тицијан, су сасвим друкчије од финог детаља видљивог у венецијанском сликарству темпером насталом више од двеста година раније.
Сложене процедуре сликаревог заната, онако како је пракса на северу Италије у раним периодима ренесансе, детаљно је описао Ченини, који каже да је учио сликарство од Ањола Гадите, сина и ученика Тадеа Гадија, помоћника Ђота – али који је свој трактат написао у Падови, на северу Италије. Технике сликарства које је описао Ченини, су оне из његове радионице у Падови, али ми не поседујемо други технички приручник из овог периода, и оно што казује Ченини, мада подразумевано не мора бити релевантно за раније периоде или друге уметничке центре, треба пажљиво читати.

### Темпера
Наредни опис сликања темпером заснива се на Ченинијевом опису, али и на преосталим примерима ове технике. Први корак након што је мецена прихватио коначни цртеж дизајна композиције је да столар направи изглачане панеле од дрвета тополе, липе или врбе. У исто време прављен је оквир на који су се панели припајали. Панели и оквир су затим премазивани ђесоом, односно мешавином ситно млевеног гипса и лепка. Понекад је овај први слој прекриван ланеним платном, које је умакано у ђесо и затим све заједно премазивано још једним слојем ђеса. Кад би се површина осушила, могла се даље глачати тако да постане глатка као слоновача.
Ченини је изричит о томе како треба поставити фигуру у композицији панела. Подцртеж је рађен угљеном причвршћеним на штапић трске или дрвцета, што је умјетнику давало довољно растојање од панела и омогућавало да боље суди композицију и њен развој. Сенчење је рађено благим потезима, а брисање перушком птице. Кад би композиција постала задовољавајућа, перушком би се брисао сувисли угљен са површине, и цртеж би се затим могао ојачати фином четкицом и водом разређеним мастилом; четкице су прављене од длака репа сиве веверице. Након што је панел очишћен од угљена, сликар би осенчио прегибе одеће или драперије и поставио сене на лицу с пљоснатом четкицом и истим разређеним мастилом; „и тако” казује Ченини, „добићеш цртеж којим ћеш сваког одмах задивити”.

## Скулптура
Са сачуваном скулптуром из антике је постала једна од првих уметности овог доба, где је дошло до промена у схватању у односу на средњовековну скулптуру. Јавља се скулптура као посебно дело - слободностојећа и уметници успешно савладавају драматизацију сцена, експресивност у представљању емоција људског лица или драперије. Велики изазов су биле скулптуре са коњима и портрети и јављају се бисте познатих личности, а познате су и ситне пластике и медаље.

## Архитектура
У архитектури су настале највеће промене и она постаје једна од уметности. Ренесансни уметници су се инспирисали делима из античке уметности, њиховом сразмерношћу, једноставношћу, правилном пропорцијом и лепотом. Поред камена, употребљавала се и опека и мермер. Употребљавали су се ступови, колонаде, сводови и куполе, а степениште је постало посебан елемент у архитектури. Настају нови типови објеката као градске палате и градске и приградске виле.
На почетку 1401. године Гиберти и Брунелески такмичили су се за радове на порталу Флорентинске крстионице и тада је битку добио Брунелески. Рачуна се да је на овом конкурсу учињен овај прелаз према ренесанси. Са Брунелескијем зграда није савладала човека већ је први пут човек пропорцијом долазио до закона и простора применом математике и, надовезујући на метрику и модул романике, долазио до законитости за разлику од случајности у романском простору.

## Ренесанса у књижевности
Књижевност у ренесанси одликује прихватање и обликовање античких облика уметности (еп, лирика, сатира, епиграм, а у прози: биографија, историјска приповетка, дијалог и литерарно писмо). Сонет и новела, оригиналне творевине италијанске књижевности, освајају и друге књижевности. У ренесанси се посебно негује језик, као израз националне свести коју је унапредио хуманизам. Развој језика у Италији започиње Данте Алигијери (De vulgari eloquentia).

## Ренесанса у Италији
Ренесанса у Италији се јавља у више градова: у Фиренци, Риму, северној Италији и Венецији.
- Фиренца
  - Архитекте
    - Филипо Брунелески
    - Л. Б. Алберти

  - Сликари
    - Мазачо
    - Фра Филипо Липи
    - Ботичели
- Рим
  - Свестрани уметници
    - Микеланђело Буонароти
    - Леонардо
    - Рафаело
- Северна Италија
  - Архитекте
    - Паладио
- Венеција
  - Сјајни колористи
    - Тицијан
    - Паоло Веронезе
    - Тинторето

## Ренесанса у Немачкој и Низоземским земљама
Највећи представник у Немачкој био је Албрехт Дирер, а у Фландрији Јан ван Ајк.

## Ренесанса у Шпанији
У Шпанији идеолошка промена није тако очигледна као у другим земљама, јер се не дешава очевидан раскид са средњовековном традицијом. Књижевност прихвата италијанске иновације (Дантеа и Петрарку), али не заборавља поезију Шансонијера и претходну традицију. Што се тиче пластичне уметности, шпанска ренесанса је мешала елементе увезене из Италије — одакле су пристигли и неки уметници, Паоло де Сан Леокадио, Пјетро Ториђано или Доменико Фанчели — са локалном традицијом, али и са неким другим утицајима — фламанским, на пример, који је био веома модеран у то време због интензивних трговачких и династичких односа који су повезивали ове територије са Шпанијом. Ренесансне иновације стигле су у Шпанију веома касно; тек 1520-их година готови примерци су пронађени у уметничким манифестацијама, а такви су били раштркани и у мањини. Тако одјеци италијанског кватрочента нису у потпуности допрли до Шпаније — тек кроз стваралаштво породице Борха појавили су се уметници и дела тог времена у области Левантеа — што показује да је шпанска ренесансна уметност скоро нагло прешла из готике у маниризам.
У области архитектуре традиционално се разликују три периода: платереска (15. и прва четвртина 16. века), пуризам или италијански стил (прва половина 16. века) и ереријански стил (од 1559. до средине наредног века). У првом од њих ренесанса се појављује површно, у декорацији фасада, док је структура објеката у већини случајева и даље готичка. Најкарактеристичније за платереску је врста мале, детаљне и обилне декорације, налик на резбарију на сребрњаку, одакле име и потиче. Основно језгро ове струје био је град Саламанка, чији су универзитет и његова фасада главна стилска парадигма. Изванредни архитекти платереске били су Родриго Хил де Онтањон и Хуан де Алава. Пуризам представља напреднију фазу италијанизације шпанске архитектуре. Палата Карлоса V у Аламбри у Гранади, дело Педра де Мачуке, је овде главни пример. Фокус овог стила био је у Андалузији, где су се поред поменуте палате истицали архитекте попут Андреса де Ванделвира и Дијега де Силое. Коначно, појавио се ескуријански или ереријански стил, адаптација римског маниризма који карактерише оскудност облика и архитектонски гигантизам. Основно дело је била палата-манастир Ел Ескоријал, коју су пројектовали Хуан Баутиста де Толедо и Хуан де Ерера, несумњиво најамбициозније дело шпанске ренесансе.